# Associazione Calcio Reggiana 1919 2012-2013
Questa voce raccoglie le informazioni riguardanti la Associazione Calcio Reggiana 1919 nelle competizioni ufficiali della stagione 2012-2013.

## Stagione
La Reggiana si presenta ai nastri di partenza della stagione 2012-2013 apparentemente rinforzata dagli arrivi del centrocampista Andrea Parola dalla Nocerina, Alberto Cossentino dal Novara e Filippo Antonelli Agomeri dal Lumezzane; il primo in particolare vanta cinque anni di esperienza in Serie A. Un altro acquisto importante è il ritorno del portiere Luca Tomasig dall'AlbinoLeffe. La squadra viene affidata al confermato Lamberto Zauli, allenatore con il quale aveva concluso la stagione precedente.
Le prime tre partite di campionato, dove la Reggiana riesce a ottenere sei punti, sono discrete ma dalla 4ª giornata la squadra infila ben sette partite senza vittorie che la portano immediatamente lontano dalla zona playoff. La serie negativa culmina con un pesante 4-0 incassato dal San Marino e si interrompe la domenica successiva quando, con lo stesso risultato, la Reggiana supera la modesta Tritium in casa, ma è un fuoco di paglia: arrivano infatti altre tre sconfitte in quattro partite. Si giunge così all'ultima giornata del girone di andata: il 22 dicembre 2012 la Reggiana è di scena a Treviso e i Veneti, ultimi in classifica con appena 3 punti conquistati e nessuna vittoria fino a quel momento, sembrano proprio l'obiettivo ideale per rilanciare la stagione. Tuttavia la Reggiana, dopo essere passata anche in vantaggio, riesce incredibilmente a perdere 2-1 regalando la prima vittoria stagionale alla cenerentola del campionato. La sconfitta costa cara all'allenatore Lamberto Zauli, che viene esonerato.
La società decide di affidare la squadra a Luigi Apolloni, ma i risultati non arrivano nemmeno dopo questo cambio di allenatore. L'avventura dell'ex-difensore del Parma sulla panchina granata dura infatti solo dieci partite, durante le quali la squadra coglierà sette punti, frutto di due vittorie (una contro la Virtus Entella e l'altra nel derby contro il Carpi, che a fine stagione sarà poi promosso in Serie B), un pareggio (contro il Cuneo) e ben sette sconfitte, alcune delle quali subite anche con punteggi pesanti. Dopo il disastroso KO fuori casa contro il Südtirol per 0-3, la società decide di esonerare Apolloni e richiamare Lamberto Zauli.
A questo punto della stagione, a sette giornate dal termine, la Reggiana è già terzultima in classifica e rimarrà arenata in quella posizione fino al termine della stagione regolare, complice anche una sciagurata sconfitta casalinga contro il Pavia a due giornate dal termine, una sconfitta che compromette definitivamente la già difficile rincorsa alle dirette concorrenti. La Reggiana è quindi costretta ai playout per evitare di finire in Seconda Divisione, con in più la certezza di non poter essere ripescata in caso di retrocessione, in quanto il consiglio federale aveva stabilito di escludere dai ripescaggi le società che avevano subito sanzioni per illecito nell'ambito del calcioscommesse, scontate nella stagione in corso o in quella precedente, oppure da scontare in quella successiva. Nella stagione precedente la Reggiana era stata penalizzata di due punti per responsabilità oggettiva in seguito alla combine tentata dai dirigenti del Ravenna con il calciatore granata Davide Saverino.
I granata affrontano il Cuneo nel doppio spareggio, obbligati a vincere almeno una delle due partite data la miglior posizione in classifica ottenuta dai Piemontesi nella stagione regolare. L'andata, disputata al Città del Tricolore, finisce 1-1: al gol immediato di Antonino Bonvissuto replica Cristini alla mezz'ora del primo tempo, e il Cuneo ha poi diverse occasioni per vincere la partita, ma l'imprecisione delle conclusioni e l'ottima vena del portiere granata Bellucci impediscono agli ospiti di portare a casa l'intero bottino. La partita di ritorno, il 2 giugno 2013 al Fratelli Paschiero, vede i granata obbligati a vincere per salvarsi. La Reggiana cerca di attaccare nel primo tempo ma non è mai veramente pericolosa fino al 42' minuto di gioco, quando l'arbitro le concede un dubbio calcio di rigore per fallo su Benedetto Iraci (in un primo momento il direttore di gara aveva ammonito il centrocampista granata per simulazione) scatenando le proteste dei padroni di casa. Giuseppe Alessi realizza il penalty e la Reggiana chiude avanti 1-0 il primo tempo. Nella ripresa la situazione, per la Reggiana, si complica improvvisamente al 7' minuto quando l'arbitro espelle il difensore Massimiliano Mei per fallo da ultimo uomo (anche in questa occasione rimangono alcuni dubbi sulla decisione arbitrale). La squadra si difende bene, ma gli ultimi 10 che sono di vera e propria passione per giocatori e tifosi granata: il Cuneo attacca a ondate, colpisce due traverse, sbaglia altre due nitide palle gol e, infine, non riesce a risolvere a proprio favore una mischia nell'area piccola a portiere battuto. La partita finisce 1-0 e la Reggiana riesce a evitare miracolosamente la retrocessione.

## Divise e sponsor
| Prima divisa | Seconda divisa |

## Organigramma societario
Area direttiva
- Presidente: Alessandro Barilli
- Vice presidente: Sisto Fontanili

Area organizzativa
- Segretario generale: Monica Torreggiani
- Team manager: Stefano Buffagni

Area comunicazione
- Responsabile: Matteo Iori

Area tecnica
- Direttore sportivo: Massimo Varini
- Allenatore: Lamberto Zauli fino al 23/12/2012, poi Luigi Apolloni fino al 19/03/2013, poi Lamberto Zauli
- Allenatore in seconda: Rodolfo Giorgetti
- Preparatore/i atletico/i: Massimo Massi
- Preparatore dei portieri: Andrea Rossi

Area sanitaria
- Massaggiatori: Gianfranco Mastini

## Rosa
| N. |                   | Ruolo | Calciatore             |
| -- | ----------------- | ----- | ---------------------- |
|    | Italia (bandiera) | P     | Luca Tomasig           |
|    | Italia (bandiera) | P     | Niccolò Bellucci       |
|    | Italia (bandiera) | D     | Danilo Zini (capitano) |
|    | Italia (bandiera) | D     | Alberto Cossentino     |
|    | Italia (bandiera) | D     | Daniele Magliocchetti  |
|    | Italia (bandiera) | D     | Benedetto Iraci        |
|    | Italia (bandiera) | D     | Ramzi Aya              |
|    | Italia (bandiera) | D     | Massimiliano Mei       |
|    | Italia (bandiera) | D     | Mattia Bani            |
|    | Italia (bandiera) | D     | Erik Panizzi           |
|    | Italia (bandiera) | D     | Federico Scappi        |
|    | Italia (bandiera) | D     | Riccardo Carlini       |
|    | Italia (bandiera) | C     | Matteo Arati           |
|    | Italia (bandiera) | C     | Nicolas Bovi           |
|    | Italia (bandiera) | C     | Giuseppe Alessi        |

| N. |                    | Ruolo | Calciatore                |
| -- | ------------------ | ----- | ------------------------- |
|    | Italia (bandiera)  | C     | Filippo Antonelli Agomeri |
|    | Italia (bandiera)  | C     | Davide Matteini           |
|    | Italia (bandiera)  | C     | Andrea Parola             |
|    | Italia (bandiera)  | C     | Paolo Zanetti             |
|    | Italia (bandiera)  | C     | Cris Gilioli              |
|    | Italia (bandiera)  | C     | Francesco Ardizzone       |
|    | Italia (bandiera)  | C     | Mattia Sprocati           |
|    | Brasile (bandiera) | C     | André Viapiana            |
|    | Italia (bandiera)  | C     | Gian Marco Cavalieri      |
|    | Italia (bandiera)  | A     | Stefano Berni             |
|    | Italia (bandiera)  | A     | Caio De Cenco             |
|    | Italia (bandiera)  | A     | Antonino Bonvissuto       |
|    | Italia (bandiera)  | A     | Francesco Marcheggiani    |
|    | Italia (bandiera)  | A     | Paolo Rossi               |
|    | Italia (bandiera)  | A     | Vincenzo Ferrara          |

## Calciomercato

### Sessione estiva(dall'1/7 al 2/9)
| Acquisti | Acquisti                  | Acquisti    | Acquisti                      |
| R.       | Nome                      | da          | Modalità                      |
| -------- | ------------------------- | ----------- | ----------------------------- |
| C        | Filippo Antonelli Agomeri | Lumezzane   | Definitivo                    |
| D        | Mattia Bani               | Genoa       | Compartecipazione             |
| C        | Nicolas Bovi              | Cagliari    | Fine Prestito                 |
| D        | Alberto Cossentino        | Novara      | Definitivo                    |
| A        | Caio De Cenco             | Cesena      | Prestito                      |
| A        | Vincenzo Ferrara          | Sassuolo    | Compartecipazione             |
| A        | Francesco Marcheggiani    |             | Definitivo                    |
| C        | Andrea Parola             | Nocerina    | Definitivo                    |
| D        | Federico Scappi           | Inter       | Fine Prestito                 |
| A        | Mattia Sprocati           | Parma       | Prestito                      |
| P        | Luca Tomasig              | AlbinoLeffe | Risoluzione Compartecipazione |

| Cessioni | Cessioni              | Cessioni  | Cessioni                |
| R.       | Nome                  | a         | Modalità                |
| -------- | --------------------- | --------- | ----------------------- |
| D        | Marco Cabeccia        | Venezia   | Definitivo              |
| C        | Gianpaolo Calzi       |           | Rescissione Consensuale |
| A        | Francesco Fedi        | Pontedera | Prestito                |
| A        | Massimiliano Guidetti |           | Svincolato              |
| A        | Madikaba Doumbia      |           | Svincolato              |
| A        | Mario Gurma           | Gavorrano | Definitivo              |
| D        | Riccardo Carlini      | Lumezzane | Definitivo              |
| D        | Lorenzo Marmiroli     |           | Svincolato              |
| A        | Ajdin Redzic          |           | Rescissione Consensuale |
| P        | Marco Silvestri       | Modena    | Fine Prestito           |
| D        | Nicolò Sperotto       | Carpi     | Compartecipazione       |
| C        | Mattia Spezzani       | Modena    | Fine Prestito           |

### Sessione invernale(dal 02/01 al 31/01)
| Acquisti | Acquisti            | Acquisti  | Acquisti   |
| R.       | Nome                | da        | Modalità   |
| -------- | ------------------- | --------- | ---------- |
| A        | Antonino Bonvissuto | Cremonese | Definitivo |
| C        | Cris Gilioli        |           | Definitivo |
| C        | Paolo Zanetti       | Sorrento  | Definitivo |

| Cessioni | Cessioni      | Cessioni | Cessioni      |
| R.       | Nome          | a        | Modalità      |
| -------- | ------------- | -------- | ------------- |
| A        | Caio De Cenco | Cesena   | Fine Prestito |

### Operazioni esterne alle sessioni
| Acquisti | Acquisti | Acquisti | Acquisti |
| R.       | Nome     | da       | Modalità |
| -------- | -------- | -------- | -------- |

| Cessioni | Cessioni     | Cessioni | Cessioni                |
| R.       | Nome         | a        | Modalità                |
| -------- | ------------ | -------- | ----------------------- |
| C        | Cris Gilioli |          | Rescissione Consensuale |

## Risultati

### Lega Pro Prima Divisione

#### Girone di andata
| Arbitro: | Ghersini (Genova) |

|                      |           |           |
| Rossi 18’ Alessi 82’ | Marcatori | 72’ Torri |

| Arbitro: | Manganiello (Pinerolo) |

|                              |           |  |
| Concas 64’ Kabine 68’ (rig.) | Marcatori |  |

| Arbitro: | Morreale (Roma) |

|                         |           |  |
| Matteini 41’ Alessi 54’ | Marcatori |  |

| Arbitro: | Bellotti (Verona) |

|                    |           |               |
| Finocchio 81’, 89’ | Marcatori | 11’ Ardizzone |

| Arbitro: | Marini (Roma) |

|  |           |           |
|  | Marcatori | 4’ Giampà |

| Arbitro: | Mangialardi (Pistoia) |

|                            |           |  |
| Guerra 20’, 33’ Staiti 25’ | Marcatori |  |

| Arbitro: | Todaro (Palermo) |

|          |           |             |
| Zini 17’ | Marcatori | 77’ Pacilli |

| Cremona 29 ottobre 2012, ore 20:30 CEST 8ª giornata | Cremonese             | 0 – 0 | Reggiana | Stadio Giovanni Zini (2959 spett.)\| Arbitro: \| Rocca (Vibo Valentia) \| |
| Arbitro:                                            | Rocca (Vibo Valentia) |       |          |                                                                           |

| Arbitro: | Todaro (Palermo) |

|                             |           |                         |
| P.Rossi 21’ (rig.) Bani 76’ | Marcatori | 16’ Branca 40’ Maritato |

| Arbitro: | Abisso (Palermo) |

|                                                |           |  |
| Pacciardi 50’ Coda 72’ Poletti 83’ Mella 90+2’ | Marcatori |  |

| Arbitro: | Petroni (Roma) |

|                                                     |           |  |
| P. Rossi 45’ (rig.), 54’ Iraci 66’ Marcheggiani 80’ | Marcatori |  |

| Arbitro: | Minelli (Varese) |

|                                      |           |             |
| Memushaj (Rig.) 45+2’ Giacomazzi 84’ | Marcatori | 3’ Matteini |

| Arbitro: | Baroni (Firenze) |

|                        |           |             |
| Rossi 12’ Matteini 26’ | Marcatori | 38’ Moracci |

| Arbitro: | Bietolini (Firenze) |

|               |           |  |
| La Camera 78’ | Marcatori |  |

| Arbitro: | Mangialardi (Pistoia) |

|              |           |                                     |
| P. Rossi 36’ | Marcatori | 65’ Abate 67’ Gambino 90+3’ Docente |

| Arbitro: | Casaluci (Lecce) |

|                             |           |                    |
| Zammuto 37’ A. Esposito 72’ | Marcatori | 21’(Aut.) Vailatti |

#### Girone di ritorno
| Arbitro: | Paolini (Ascoli Piceno) |

|                           |           |  |
| Baraye 22’ R. Carlini 73’ | Marcatori |  |

| Arbitro: | Bruno (Torino) |

|                                        |           |          |
| Magliocchetti 6’ Antonelli Agomeri 17’ | Marcatori | 40’ Poli |

| Cuneo 26 gennaio 2013, ore 14:30 CET 19ª giornata | Cuneo            | 0 – 0 | Reggiana | Stadio Fratelli Paschiero (1300 spett.)\| Arbitro: \| Colarossi (Roma) \| |
| Arbitro:                                          | Colarossi (Roma) |       |          |                                                                           |

| Arbitro: | Maresca (Napoli) |

|             |           |                                                 |
| Sprocati 3’ | Marcatori | 1’ Cortellini 31’, 50’ Bracaletti 90+1’ Montini |

| Arbitro: | Lanza (Nichelino) |

|                                    |           |  |
| Tremolada 64’ (rig.) Schenetti 70’ | Marcatori |  |

| Arbitro: | Pezzuto (Lecce) |

|  |           |              |
|  | Marcatori | 10’ Nizzetto |

| Arbitro: | Merlino (Udine) |

|                                  |           |  |
| Belotti 7’ Cissè 9’ Girasole 70’ | Marcatori |  |

| Arbitro: | Dei Giudici (Latina) |

|                     |           |  |
| Alessi 25’ Bovi 30’ | Marcatori |  |

| Arbitro: | Soricaro (Barletta) |

|                                     |           |  |
| Testardi 17’ Maritato 22’ Campo 55’ | Marcatori |  |

| Arbitro: | Sacchi (Macerata) |

|              |           |                                        |
| Sprocati 77’ | Marcatori | 29’ Pelagatti 71’ Coda 90+3’ Chiaretti |

| Arbitro: | Giovani (Grosseto) |

|              |           |                                |
| Cogliati 38’ | Marcatori | 45+2’ Matteini 90+2’ Ardizzone |

| Arbitro: | Minelli (Varese) |

|  |           |                 |
|  | Marcatori | 45+1’, 71’ Jeda |

| Arbitro: | Cifelli (Campobasso) |

|  |           |               |
|  | Marcatori | 71’ Ardizzone |

| Arbitro: | Caso (Verona) |

|  |           |             |
|  | Marcatori | 12’ Beretta |

| Arbitro: | Merlino (Udine) |

|                         |           |                             |
| Pagliarulo 4’ Abate 66’ | Marcatori | 20’ (aut.) Lo Bue 59’ Iraci |

| Arbitro: | Martinelli (Roma) |

|  |           |                     |
|  | Marcatori | 11’ (rig.) Madiotto |

#### Play-Out
| Arbitro: | Cifelli (Campobasso) |

|               |           |              |
| Bonvissuto 1’ | Marcatori | 34’ Cristini |

| Arbitro: | Oliveri (Palermo) |

|  |           |                     |
|  | Marcatori | 45+1’ (rig.) Alessi |

### Coppa Italia
| Arbitro: | Bruno (Torino) |

|  |           |                          |
|  | Marcatori | 34’ Vannucchi 85’ Marchi |

### Coppa Italia Lega Pro
| Arbitro: | Baroni (Firenze) |

|                               |           |                                                  |
| Mancuso 35’ Merini 69’ (rig.) | Marcatori | 14’ Ferrara 50’(Rig.) P. Rossi 59’, 67’ Sprocati |

| Arbitro: | Zappatore (Taranto) |

|  |           |              |
|  | Marcatori | 15’ Magnaghi |

## Classifica finale
|  |     | Lega Pro Prima Divisione girone A 2012-2013 | Pt | G  | V | N | P  | GF | GS | DR  |
|  | --- | ------------------------------------------- | -- | -- | - | - | -- | -- | -- | --- |
|  | 15. | Reggiana                                    | 29 | 32 | 8 | 5 | 19 | 28 | 51 | -23 |

### Play-out
|          | Risultati |          | Luogo e data                  |  |
| -------- | --------- | -------- | ----------------------------- |  |
| Reggiana | 1 - 1     | Cuneo    | Reggio Emilia, 26 maggio 2013 |  |
|          |           |          |                               |  |
| Cuneo    | 0 - 1     | Reggiana | Cuneo, 2 giugno 2013          |  |

## Statistiche

### Statistiche di squadra
| Competizione          | Punti | In casa | In casa | In casa | In casa | In casa | In casa | In trasferta | In trasferta | In trasferta | In trasferta | In trasferta | In trasferta | Totale | Totale | Totale | Totale | Totale | Totale | DR  |
| Competizione          | Punti | G       | V       | N       | P       | Gf      | Gs      | G            | V            | N            | P            | Gf           | Gs           | G      | V      | N      | P      | Gf     | Gs     | DR  |
| --------------------- | ----- | ------- | ------- | ------- | ------- | ------- | ------- | ------------ | ------------ | ------------ | ------------ | ------------ | ------------ | ------ | ------ | ------ | ------ | ------ | ------ | --- |
| Prima Divisione       | 29    | 16      | 6       | 2       | 8       | 20      | 22      | 16           | 2            | 3            | 11           | 8            | 29           | 32     | 8      | 5      | 19     | 28     | 51     | -23 |
| Coppa Italia          | -     | 1       | 0       | 0       | 1       | 0       | 2       | -            | -            | -            | -            | -            | -            | 1      | 0      | 0      | 1      | 0      | 2      | -2  |
| Coppa Italia Lega Pro | -     | 1       | 0       | 0       | 1       | 0       | 1       | 1            | 1            | 0            | 0            | 4            | 2            | 2      | 1      | 0      | 1      | 4      | 3      | +1  |
| Totale                | -     | 18      | 6       | 2       | 10      | 20      | 25      | 17           | 3            | 3            | 11           | 12           | 31           | 35     | 9      | 5      | 10     | 32     | 56     | -24 |

### Andamento in campionato
| Giornata  | 1 | 2 | 3 | 4 | 5 | 6  | 7  | 8  | 9  | 10 | 11 | 12 | 13 | 14 | 15 | 16 | 17 | 18 | 19 | 20 | 21 | 22 | 23 | 24 | 25 | 26 | 27 | 28 | 29 | 30 | 31 | 32 |
| --------- | - | - | - | - | - | -- | -- | -- | -- | -- | -- | -- | -- | -- | -- | -- | -- | -- | -- | -- | -- | -- | -- | -- | -- | -- | -- | -- | -- | -- | -- | -- |
| Luogo     | C | T | C | T | C | T  | C  | T  | C  | T  | C  | T  | C  | T  | C  | T  | T  | C  | T  | C  | T  | C  | T  | C  | T  | C  | T  | C  | T  | C  | T  | C  |
| Risultato | V | P | V | P | P | P  | N  | N  | N  | P  | V  | P  | V  | P  | P  | P  | P  | V  | N  | P  | P  | P  | P  | V  | P  | P  | V  | P  | V  | P  | N  | P  |
| Posizione | 4 | 8 | 5 | 6 | 9 | 12 | 13 | 13 | 12 | 13 | 14 | 12 | 14 | 12 | 13 | 14 | 15 | 15 | 14 | 15 | 15 | 15 | 15 | 15 | 15 | 15 | 15 | 15 | 15 | 15 | 15 | 15 |

Fonte:  Lega Pro Prima Divisione - Statistiche, su lega-pro.com, Lega Pro.
Legenda:

Luogo: C = Casa; T = Trasferta. Risultato: V = Vittoria; N = Pareggio; P = Sconfitta.

### Statistiche dei giocatori
| Giocatore        | Prima Divisione+Play-Out | Prima Divisione+Play-Out | Prima Divisione+Play-Out | Prima Divisione+Play-Out | Coppa Italia | Coppa Italia | Coppa Italia | Coppa Italia | Coppa Italia Lega Pro | Coppa Italia Lega Pro | Coppa Italia Lega Pro | Coppa Italia Lega Pro | Totale   | Totale | Totale      | Totale     |
| Giocatore        | Presenze                 | Reti                     | Ammonizioni              | Espulsioni               | Presenze     | Reti         | Ammonizioni  | Espulsioni   | Presenze              | Reti                  | Ammonizioni           | Espulsioni            | Presenze | Reti   | Ammonizioni | Espulsioni |
| ---------------- | ------------------------ | ------------------------ | ------------------------ | ------------------------ | ------------ | ------------ | ------------ | ------------ | --------------------- | --------------------- | --------------------- | --------------------- | -------- | ------ | ----------- | ---------- |
| N. Bellucci      | 10                       | -15                      | 1                        | 0                        | 1            | -2           | 0            | 0            | 2                     | -3                    | 0                     | 0                     | 13       | -20    | 1           | 0          |
| L. Tomasig       | 25                       | -37                      | 2                        | 1                        | -            | -            | -            | -            | -                     | -                     | -                     | -                     | 25       | -37    | 2           | 1          |
| R. Aya           | 25                       | 0                        | 5                        | 1                        | -            | -            | -            | -            | 2                     | 0                     | 1                     | 0                     | 27       | 0      | 6           | 1          |
| M. Bani          | 23                       | 1                        | 2                        | 3                        | 1            | 0            | 1            | 0            | -                     | -                     | -                     | -                     | 24       | 1      | 3           | 3          |
| R. Carlini       | -                        | -                        | -                        | -                        | 1            | 0            | 0            | 0            | -                     | -                     | -                     | -                     | 1        | 0      | 0           | 0          |
| A. Cossentino    | 20                       | 0                        | 3                        | 1                        | 1            | 0            | 0            | 0            | 2                     | 0                     | 1                     | 0                     | 23       | 0      | 4           | 1          |
| D. Magliocchetti | 21                       | 1                        | 3                        | 1                        | 1            | 0            | 0            | 0            | 2                     | 0                     | 0                     | 0                     | 24       | 1      | 3           | 1          |
| M. Mei           | 17                       | 0                        | 5                        | 1                        | -            | -            | -            | -            | -                     | -                     | -                     | -                     | 17       | 0      | 5           | 1          |
| E. Panizzi       | 8                        | 0                        | 2                        | 0                        | 0            | 0            | 0            | 0            | 1                     | 0                     | 0                     | 0                     | 9        | 0      | 2           | 0          |
| F. Scappi        | 9                        | 0                        | 2                        | 0                        | 0            | 0            | 0            | 0            | 2                     | 0                     | 1                     | 0                     | 11       | 0      | 3           | 0          |
| D. Zini          | 9                        | 1                        | 1                        | 0                        | 1            | 0            | 0            | 1            | 1                     | 0                     | 1                     | 0                     | 11       | 1      | 2           | 1          |
| G. Alessi        | 22                       | 4                        | 4                        | 1                        | -            | -            | -            | -            | -                     | -                     | -                     | -                     | 22       | 4      | 4           | 1          |
| F. Antonelli     | 28                       | 1                        | 4                        | 0                        | -            | -            | -            | -            | -                     | -                     | -                     | -                     | 28       | 1      | 4           | 0          |
| M. Arati         | 9                        | 0                        | 2                        | 0                        | 0            | 0            | 0            | 0            | 2                     | 0                     | 0                     | 0                     | 11       | 0      | 2           | 0          |
| F. Ardizzone     | 29                       | 3                        | 6                        | 1                        | -            | -            | -            | -            | -                     | -                     | -                     | -                     | 29       | 3      | 6           | 1          |
| N. Bovi          | 12                       | 1                        | 3                        | 0                        | -            | -            | -            | -            | 2                     | 0                     | 1                     | 0                     | 14       | 1      | 4           | 0          |
| G.M. Cavalieri   | 5                        | 0                        | 1                        | 0                        | -            | -            | -            | -            | 1                     | 0                     | 0                     | 0                     | 6        | 0      | 1           | 0          |
| B. Iraci         | 30                       | 2                        | 6                        | 0                        | -            | -            | -            | -            | 1                     | 0                     | 0                     | 1                     | 31       | 2      | 6           | 1          |
| A. Parola        | 12                       | 0                        | 4                        | 0                        | 1            | 0            | 0            | 0            | 1                     | 0                     | 0                     | 0                     | 14       | 0      | 4           | 0          |
| A. Viapiana      | 24                       | 0                        | 2                        | 0                        | 1            | 0            | 0            | 0            | 1                     | 0                     | 0                     | 0                     | 26       | 0      | 2           | 0          |
| P. Zanetti       | 9                        | 0                        | 3                        | 0                        | -            | -            | -            | -            | -                     | -                     | -                     | -                     | 9        | 0      | 3           | 0          |
| S. Berni         | 0                        | 0                        | 0                        | 0                        | 0            | 0            | 0            | 0            | -                     | -                     | -                     | -                     | 0        | 0      | 0           | 0          |
| A. Bonvissuto    | 13                       | 1                        | 6                        | 1                        | -            | -            | -            | -            | -                     | -                     | -                     | -                     | 13       | 1      | 6           | 1          |
| C. De Cenco      | 9                        | 0                        | 0                        | 0                        | 1            | 0            | 0            | 0            | 1                     | 0                     | 1                     | 0                     | 11       | 0      | 1           | 0          |
| F. Ferrara       | 14                       | 0                        | 2                        | 0                        | 0            | 0            | 0            | 0            | 2                     | 1                     | 0                     | 0                     | 16       | 1      | 2           | 0          |
| C. Gilioli       | 3                        | 0                        | 1                        | 0                        | -            | -            | -            | -            | -                     | -                     | -                     | -                     | 3        | 0      | 1           | 0          |
| F. Marcheggiani  | 14                       | 1                        | 2                        | 0                        | -            | -            | -            | -            | 2                     | 0                     | 1                     | 0                     | 16       | 1      | 3           | 0          |
| D. Matteini      | 22                       | 4                        | 6                        | 0                        | 1            | 0            | 1            | 0            | -                     | -                     | -                     | -                     | 23       | 4      | 7           | 0          |
| M. Sprocati      | 26                       | 2                        | 0                        | 1                        | 1            | 0            | 0            | 0            | 2                     | 2                     | 0                     | 0                     | 29       | 4      | 0           | 1          |
| P. Rossi         | 19                       | 6                        | 4                        | 1                        | 1            | 0            | 1            | 0            | 1                     | 1                     | 0                     | 0                     | 21       | 7      | 5           | 1          |

## Giovanili

### Organigramma
Area direttiva
- Responsabile: Fausto Vezzani
- Segretario settore giovanile: William Pinetti